# Danni Lowinski
Danni Lowinski ist eine deutsche Fernsehserie über eine fiktive gleichnamige Rechtsanwältin in Köln, die in ihren Fällen „die kleinen Leute“ vertritt. Die Serie lief von 2010 bis 2014 bei Sat.1; die Hauptrolle spielte Annette Frier. Die Serie wurde in mehreren Ländern adaptiert.

## Handlung

### Staffel 1
Daniela „Danni“ Lowinski ist eine gelernte Friseuse, die das Abitur an einer Abendschule nachgeholt, anschließend Jura studiert und das Zweite Staatsexamen erfolgreich absolviert hat. Nun will sie als Rechtsanwältin arbeiten, findet auf dem hart umkämpften Arbeitsmarkt jedoch keine Stelle.
Nachdem Danni Lowinski erneut von einer Anwaltskanzlei eine Absage erhalten hat, eröffnet sie ihre eigene kleine Beratungsstelle in einer Kölner Einkaufspassage. Für einen Euro pro Beratungsminute hofft sie auf Mandanten, um Berufserfahrung sammeln zu können – getreu ihrem Motto: „Das ist das Gute am Armsein: Man hat so wenig zu verlieren“ gewinnt sie nach anfänglichen Schwierigkeiten ihren ersten Prozess. Mit Durchsetzungsvermögen und Improvisationstalent streitet Danni schon bald vor Gericht für „kleine Leute“, die in Schwierigkeiten stecken. Durch Dannis fehlende Erfahrung im Anwaltsberuf kommt es mitunter zu Rückschlägen und Pannen; durch das richtige Gespür und mitunter auch durch ein bisschen Glück erzielt sie jedoch auch einige Erfolge für ihre Mandanten.
Unterstützt wird sie dabei von ihren Nachbarn in der Einkaufspassage, mit denen sie sich schnell angefreundet hat: Dem Perser Rasoul, der bei einem Schlüsseldienst arbeitet, dem Masseur Nils und der Barista Bea, die seit der Schulzeit Dannis beste Freundin ist. Die drei werden mit der Zeit zu Dannis „Mitarbeiterstab“, der für die Jung-Anwältin allerlei Handlangertätigkeiten übernimmt (bis hin zur Entgegennahme von Telefongesprächen, weil im Einkaufszentrum kein Handy-Empfang möglich ist). Dafür beteiligt Danni das Trio regelmäßig am Honorar; der Anteil, den jeder erhält, wird jeweils vorher ausgehandelt.
Gut gemeinte Ratschläge erhält Danni mitunter vom erfolgreichen Rechtsanwalt Dr. Oliver Schmidt, der in einer Kanzlei im selben Gebäude arbeitet und auf dem Weg von der Tiefgarage ins Büro immer an Dannis Stand vorbeikommt. Danni hält ihn zunächst für arrogant und kann ihn auf Anhieb nicht leiden – er gewinnt aber mit der Zeit ihre Sympathie. Danni und Oliver werden schließlich ein Liebespaar – mit dem festen Vorsatz, Berufliches und Privates auseinanderzuhalten. Doch als Oliver ihr ein sehr lukratives Mandat wegschnappt, da es Danni versäumte, mit ihren Mandanten einen Vertrag abzuschließen, beendet die enttäuschte und wütende Danni die Beziehung.
Danni lebt zusammen mit ihrem grantigen und wenig rücksichtsvollen Vater Kurt, der im Rollstuhl sitzt und sich nur für den Fußballverein 1. FC Köln und Fernsehen zu interessieren scheint, in einer kleinen Wohnung in der Plattenbau-Hochhaussiedlung Kölnberg.

### Staffel 2
In der zweiten Staffel übernimmt Hannes Stüsser den Schlüsseldienst, da Rasoul in den USA bleibt, wo seine Schwester studiert und er in einem Imbiss arbeitet. Ebenfalls neu ist der Wachmann Sven Nowak, der auf seinen Rundgängen öfter im Untergeschoss vorbeikommt. Der Masseur Nils versucht, die Prüfung zum Heilpraktiker abzulegen, hat jedoch große Prüfungsangst.
Wie in der ersten Staffel besteht der „Mitarbeiterstab“ nun aus Bea, Nils und dem Neuen, Hannes. Das Prinzip der Honorar-Beteiligung und der Handlangertätigkeiten ist ebenso beibehalten worden.
Privat ist Danni immer noch über das Ende der Beziehung mit Schmidt frustriert. Aus Rache fügt sie Schmidts Porsche einen langen Kratzer mit ihrem Schuhabsatz bei, wobei sie von Sven Nowak beobachtet wird. Schmidt sucht das Gespräch mit Danni und bittet sie, das von Schmidt übernommene Mandat in seiner Kanzlei zu führen. Danni lehnt jedoch ab. Schmidt ist mit Nina Breuer zusammen, die mittlerweile Richterin geworden ist und auch Fälle von Danni auf dem Tisch hat.
Der Wachmann Sven Nowak und Danni beginnen eine Beziehung. Danni erfährt durch einen Mandanten, dass Sven früher Polizist war. Außerdem führt Sven ein Foto eines Kindes mit sich, von dem er behauptet, es sei seine Nichte. Über diese beiden Themen seiner Vergangenheit redet Sven nur sehr ungern und reagiert gereizt, wenn Danni ihn darauf anspricht. Als Danni aus Neugier die Akte von Sven anfordert und erfährt, dass diese bei der Staatsanwaltschaft liegt und laut Aktenzeichen in Zusammenhang mit einem Tötungsdelikt steht, stellt sie Sven zur Rede. Sven erzählt, dass er und sein früherer Kollege zu einem Einbruch gerufen wurden. Nach einem Rundgang durch das Haus sprach Sven über Funk mit der Wache, während sich sein Kollege nochmal in dem Haus umsah. Im Haus überraschte der Kollege den Einbrecher, worauf der Einbrecher ihn erschoss und flüchtete. Routinemäßig wurde deswegen gegen Sven ein Ermittlungsverfahren eingeleitet, das jedoch eingestellt wurde. Seitdem kümmert sich Sven manchmal um die hinterbliebene Witwe und deren Kind, da er sich vorwirft, seinen Kollegen nicht gesichert zu haben. Der Einsatz ist auch der Grund, weshalb Sven bei der Polizei aufgehört hat und ungern darüber spricht.
Am Ende der zweiten Staffel fordern Oliver und Sven, dass sich Danni zwischen ihnen entscheiden soll.

### Staffel 3
Danni kann sich jedoch nicht zwischen Oliver und Sven entscheiden. Daher hat Sven gekündigt und arbeitet nun in Leverkusen. An seine Stelle tritt Svenja Müller, welche für die strikte Einhaltung der Hausordnung sorgt, sich später aber mit Danni und ihren Freunden anfreundet. Nils hat umgesattelt und betreibt nun einen Ramschladen, während Hannes ein Jura-Studium an der Fernuniversität in Hagen macht und sein Fernstudium anfangs vor Danni verheimlicht.
Bea beendet die kurze Dreiecksbeziehung mit Hannes und Nils, was die beiden so auffassen, dass einer von ihnen beiden das Problem sei. Als Bea ihnen später ihren neuen Freund Dustin vorstellt, freuen sich die beiden jedoch für Bea. Als sich Dustin als Drogendealer herausstellt, wird die Freundschaft von Bea und Danni auf eine harte Probe gestellt. Am Ende kann Danni sie jedoch überzeugen, nicht für Dustin ins Gefängnis zu gehen. Bea überwindet ihre Trennung schnell und trifft sich öfters mit einem älteren reichen Mann. Hannes und Nils versuchen, ihr klarzumachen, dass der Mann zu alt für sie ist. Nachdem der Mann sich tagelang nicht gemeldet hat, trifft Bea ihn zufällig mit einer anderen jungen Frau und macht Schluss.
Da Danni aufgrund einer Steuerprüfung 18.556 Euro nachzahlen soll, bietet Oliver an, ihr das Geld zinslos zu leihen, wenn Danni im Gegenzug mit Olivers Kanzlei kooperiert. Er hat eingesehen, dass Danni beziehungsunfähig ist, hält sie aber für eine gute Anwältin. Danni geht auf den Deal ein. Dadurch erhält sie mehrmals Aufträge durch Schmidts Kanzlei, wird aber auch öfters von ihm zurechtgewiesen. Am Ende bekommt sie sogar einen Prozess, in welchem sie einen großen Pharmakonzern vertreten soll. Obwohl sie diesen verliert, erhält sie von der Klägerin aus Dankbarkeit so viel Geld, dass sie ihre Schulden abbezahlen kann.
Privat hat Danni eine kurze Beziehung mit Josh, der in einer der oberen Etagen der Passage in einem Sportladen arbeitet. Den begeisterten Surfer Josh stimmt der Winter missmutig, so dass er nach Portugal fährt. Danni kann nicht mitkommen und ist sich zunächst unsicher, ob er zurückkehrt und ob sie dann noch eine Beziehung mit ihm haben möchte. Später entscheidet sie sich und hält sie eine weitere Beziehung mit ihm nicht mehr für möglich.
Oliver will Elli, die für das Catering der Kanzlei zuständig ist, heiraten. Das bringt Danni in einen Gefühlskonflikt: Nach außen hin freut sie sich, doch in Wirklichkeit kann sie immer noch nicht von Oliver loslassen.

### Staffel 4
Zu Beginn der Staffel sieht man Danni, wie sie gerade auf dem Standesamt heiratet. Ihr Partner bleibt dabei außerhalb des Bildes. Die Folge fährt mit einem Rückblick sechs Monate zuvor fort. Danni hat inzwischen ein eigenes kleines Büro in der Neumarkt-Galerie. Als sie einen Entlastungszeugen für ihren Mandanten Orkan Topal sucht, der wegen Autodiebstahls angeklagt ist, lernt Danni den Unterweltkönig „Der Pit“ kennen. Dieser ist von Danni so angetan, dass er ihr fortan nachstellt, ihr seine Liebe gesteht und versucht, sie mit teuren Geschenken bis hin zu einem Cabrio für sich zu gewinnen. Doch Danni fühlt sich mehr zum neuen Staatsanwalt August von Grün hingezogen, mit dem sie eine Affäre beginnt. Als ein Schwangerschaftstest positiv zu sein scheint, stellt Danni anhand von Augusts Reaktion fest, dass er nicht an einer ernsthaften Beziehung interessiert ist. Währenddessen hat Orkan den Schlüsseldienst von Hannes übernommen, der sich für ein Jurastudium entschieden hat. Kurt legt sich nach einem erneuten Fahrstuhldefekt mit der Hausverwaltung an und mindert rückwirkend in erheblichem Umfang die Miete. Damit erreicht er jedoch nur die fristlose Kündigung für die gemeinsame Wohnung.
Bei einem Besuch ihrer Frauenärztin erfährt Danni, dass sie nicht nur nicht schwanger ist, sondern niemals eigene Kinder haben wird. Kurz darauf ist Bea schwanger. Danni hilft Bea, unter drei möglichen Kandidaten den richtigen Vater zu finden. Als die beiden dabei feststellen müssen, dass dessen Freundin auch gerade von ihm schwanger ist, erzählen sie ihm nichts. Stattdessen macht Danni ihrer Freundin einen Heiratsantrag, um deren Kind offiziell adoptieren zu können. Bea nimmt an.

### Staffel 5
Danni und Bea sind inzwischen verpartnert und wohnen nun mit Kurt und dem neugeborenen Kind in einer Reihenhaussiedlung. Eine Angestellte von Pit sucht in einer Kinderbesuchsrechtssache Rat bei Danni, die so wieder Kontakt zu Pit aufbaut. Pit hilft daraufhin der Familie Lowinski in vielen Lebenslagen. Danni und Pit verlieben sich ineinander, jedoch wird diese Liebe durch eine Verurteilung Pits jäh unterbrochen. Aus Treue zu ihren Prinzipien hatte Danni der Staatsanwaltschaft geholfen, Pit den Mord an einem korrupten Polizisten nachzuweisen. Pit entzieht sich der Strafverfolgung durch Flucht ins Ausland, trägt Danni jedoch nichts nach, sondern verabschiedet sich noch von ihr.
Bea lernt den fürsorglichen Ansgar kennen und ist kurz darauf wieder schwanger, jedoch nicht von Ansgar, sondern von Dustin. Als Kurt sich zufällig verletzt, entdeckt Nils, dass Kurts Nervenbahnen im Rückenmark nicht vollständig beschädigt sind. Er beschließt, mit Kurt so lange zu trainieren, bis dieser wieder laufen kann. Eines Tages beauftragt Oliver Schmidt Danni als Rechtsbetreuung in einer sexuellen Belästigungssache gegen ihn, die von seinen Kanzleikollegen inszeniert wurde, um ihn aus der Sozietät zu vertreiben. Durch Olis laufende Scheidung steht dieser mittlerweile vor dem Nichts. Komplikationen mit der Leitung des Einkaufszentrums führen dazu, dass Danni ihren Laden verliert und fortan ihren Klapptisch im Freien aufstellen muss. Da ihr mittlerweile das Geld ausgeht, muss sie kurzzeitig wieder als Friseurin arbeiten, was Bea ihr jedoch wieder ausreden kann. Deshalb ist die Familie gezwungen, zurück in ihre alte Wohnung in der Siedlung  zu ziehen.
Danni tut sich mit Oli zusammen und arbeitet an einem Fall, bei dem es um Produktpiraterie geht. Die Parteien einigen sich auf einen Vergleich mit einem zweistelligen Millionenbetrag, wovon Danni zwei Millionen als Erfolgsprämie erhält. Kurt kann nun erste Schritte laufen. Oli soll zum Richter ernannt werden, während seine ehemaligen Anwaltskollegen aus der Kanzlei mit einer Geldwäscheangelegenheit auffliegen. Danni mietet die nunmehr leerstehenden Räumlichkeiten und hat damit ihr Ziel, eine eigene Kanzlei mit Rheinblick zu besitzen, erreicht.

## Besetzung

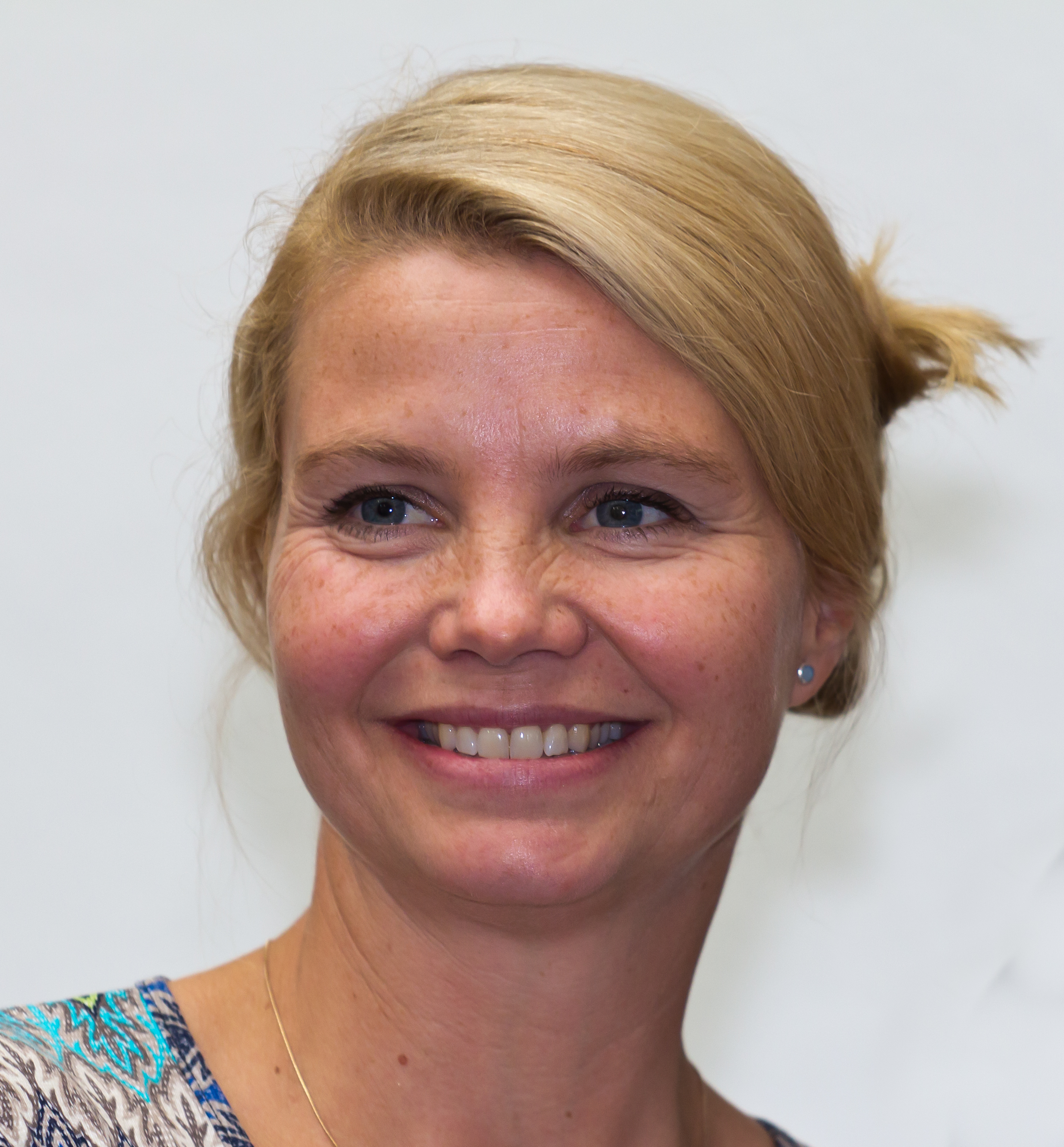
Annette Frier (Danni Lowinski)

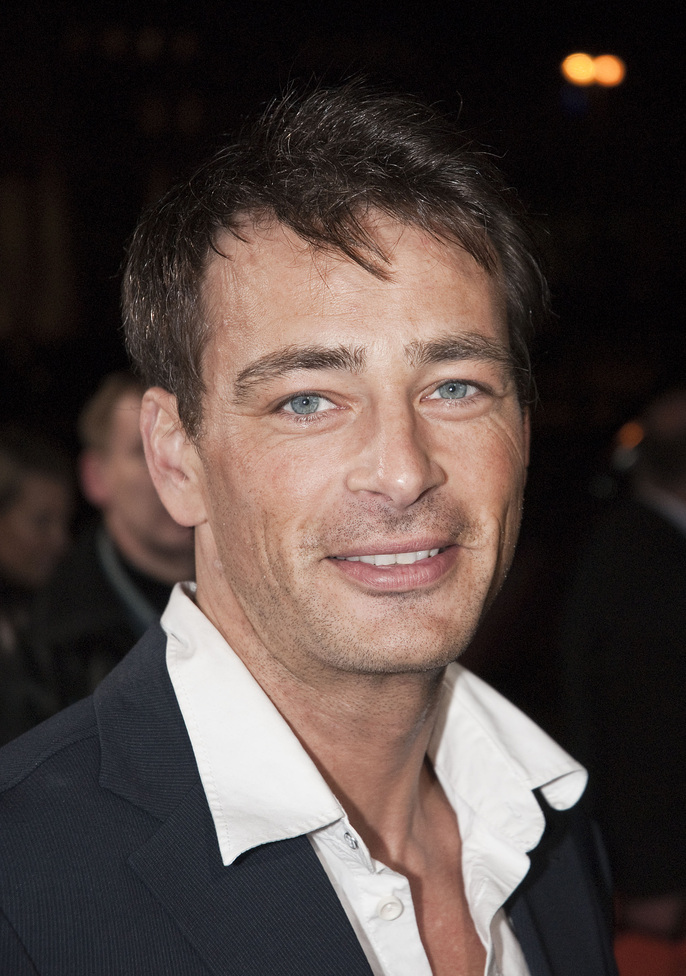
Jan Sosniok (Dr. Oliver Schmidt)

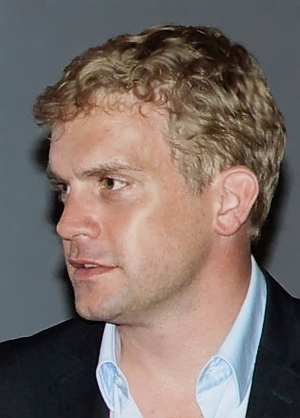
Sebastian Bezzel (Sven Nowak)

### Hauptbesetzung
● Hauptrolle, (N) Nebenrolle, (G) Gastrolle
| Rolle                    | 1 | 2 | 3 | 4   | 5   |
| ------------------------ | - | - | - | --- | --- |
| Daniela „Danni“ Lowinski | ● | ● | ● | ●   | ●   |
| Bea Flohe                | ● | ● | ● | ●   | ●   |
| Nils Polgar              | ● | ● | ● | ●   | ●   |
| Kurt Lowinski            | ● | ● | ● | ●   | ●   |
| Rasoul Abbassi           | ● |   |   |     |     |
| Dr. Oliver Schmidt       | ● | ● | ● | (G) | (N) |
| Sven Nowak               |   | ● | ● |     |     |
| Hannes Stüsser           |   | ● | ● | ●   |     |
| August von Grün          |   |   |   | ●   | ●   |
| Orkan Topal              |   |   |   | ●   | ●   |
| Anton „Pit“ Rotheut      |   |   |   | ●   | ●   |
| „Hashtag“                |   |   |   |     | ●   |

| Rolle                    | Schauspieler     | Staffel | Folgen          | Bemerkungen |
| ------------------------ | ---------------- | ------- | --------------- | --- |
| Daniela „Danni“ Lowinski | Annette Frier    | 1–5     | 1–65            | Protagonistin; Rechtsanwältin und gelernte Friseurin |
| Bea Flohe                | Nadja Becker     | 1–5     | 1–65            | beste Freundin von Danni; Angestellte im Coffeeshop in der Passage |
| Nils Polgar              | Oliver Fleischer | 1–5     | 1–65            | in Staffel 1: Betreiber eines Massagesalons in Staffel 2: Betreiber einer Praxis für ganzheitliche Heilmethoden in den Staffeln 3–4: Betreiber eines Ramschladens in Staffel 4: Betreiber einer Kinderbetreuung |
| Kurt Lowinski            | Axel Siefer      | 1–5     | 1–65            | Vater von Danni |
| Rasoul Abbassi           | Elyas M’Barek    | 1       | 1–13            | Schuster und Schlüsselmacher persischer Abstammung; ging nach der 1. Staffel in die USA |
| Dr. Oliver Schmidt       | Jan Sosniok      | 1–5     | 1–39, 44, 60–65 | Rechtsanwalt, Freund von Danni |
| Sven Nowak               | Sebastian Bezzel | 2–3     | 14–27           | Sicherheitsmitarbeiter im Einkaufszentrum, Freund von Danni |
| Hannes Stüsser           | Tino Mewes       | 2–4     | 14–40           | übernimmt den Schlüsseldienst von Rasoul; geht für ein Jura-Studium nach Marburg |
| August von Grün          | René Steinke     | 4–5     | 40–65           | Staatsanwalt |
| Orkan Topal              | Orhan Müstak     | 4–5     | 40–65           | Übernimmt den Schlüsseldienst von Hannes |
| Anton „Pit“ Rotheut      | Dirk Borchardt   | 4–5     | 40–59           | Unterweltkönig |
| „Hashtag“                | Anjorka Strechel | 5       | 53–65           | Angestellte im Coffeeshop in der Passage und Bloggerin, Nachfolgerin von Bea |

### Nebenbesetzung
| Rolle           | Schauspieler           | Staffel | Folgen | Bemerkungen                                                                                     |
| --------------- | ---------------------- | ------- | ------ | ----------------------------------------------------------------------------------------------- |
| Katja Bose      | Alexandra von Schwerin | 1–5     | 1–65   | Leiterin der Einkaufspassage                                                                    |
| Nina Breuer     | Julia Stinshoff        | 1–2     | 1–15   | in Staffel 1: Rechtsanwältin in der Kanzlei Schmidt ab Staffel 2: Richterin                     |
| Andi            | Christian Kahrmann     | 1       | 9–11   | Ex-Mann von Danni                                                                               |
| Manni Goldmann  | Christian Furrer       | 1       | 6–13   | Sicherheitsmitarbeiter in der Passage                                                           |
| Svenja Müller   | Sabine Orléans         | 3       | 28–39  | Sicherheitsmitarbeiterin an Stelle von Sven                                                     |
| Josh            | Andreas Guenther       | 3       | 29–32  | Verkäufer in einem Sportgeschäft der Einkaufspassage und Liebhaber von Danni                    |
| Elli Steiner    | Sanam Afrashteh        | 3-4     | 31–40  | Macht das Catering für die Kanzlei Schmidt, später Verlobte und dann Ehefrau von Oliver Schmidt |
| Biggi Blixdorf  | Caroline Frier         | 4–5     | 40–65  | Sekretärin/Studentin bei August von Grün                                                        |
| Wiebke Maruhn   | Nikola Kastner         | 4–5     | 50–65  | Freundin von Nils                                                                               |
| Tanja Libbertz  | Theresa Scholze        | 5       | 53–63  | Nachbarin im Reihenhaus                                                                         |
| Thomas Libbertz | Knud Riepen            | 5       | 53–63  | Nachbar im Reihenhaus                                                                           |

### Gastauftritte
| Rolle                      | Schauspieler              | Folge  |
| -------------------------- | ------------------------- | ------ |
| Herbert Winkler            | Stephan Ullrich           | 1      |
| Assistentin                | Ania Niedieck             | 2      |
| Frau Blume                 | Susanne Pätzold           | 4      |
| Viktoria                   | Friederike Kempter        | 5      |
| Friseurin                  | Josefine Preuß            | 7      |
| Uta Schwartz               | Barbara Morawiecz         | 8      |
| Erika                      | Sabine Bach               | 8–9    |
| Türke Cem                  | Baran Özdemir             | 9      |
| Türkin Zeynap              | Nilam Farooq              | 9      |
| Frank Droste               | Max Engelke               | 10     |
| Lars Ulrich                | Matthias Walter           | 10     |
| Richter Rensing            | René Hofschneider         | 10     |
| Anwältin von Neoge         | Regine Schroeder          | 10     |
| Karla Westerfeld           | Judith Döker              | 10–11  |
| Richter Heidkamp           | Jochen Kolenda            | 10–11  |
| Anwältin Sarkow            | Martina Eitner-Acheampong | 11     |
| Mia                        | Svea Bein                 | 11     |
| Heinz Strecker             | Michael Brandner          | 14     |
| Jochen Happe               | Gottfried Vollmer         | 15     |
| „Opa“ im Heim              | Horst Sachtleben          | 15     |
| Hundebesitzerin            | Irene Schwarz             | 15     |
| Friseurin                  | Petra Nadolny             | 15     |
| Frau Kolberg               | Ulrike Bliefert           | 16     |
| Herr Albers                | Paul Faßnacht             | 16     |
| Paul Steinhausen           | Holger Stockhaus          | 16     |
| Clemens Büscher            | Kai Ivo Baulitz           | 16     |
| Pia Büscher                | Anett Heilfort            | 16     |
| Thorsten                   | Tobias van Dieken         | 16     |
| Mesut                      | Adnan Maral               | 16, 26 |
| Zahnarzthelferin           | Joyce Ilg                 | 16     |
| Melli                      | Wanda Worch               | 17     |
| Sollmann                   | Peter Benedict            | 17     |
| Denise                     | Anja Boche                | 17     |
| Laura                      | Wanda Badwal              | 18     |
| Herr Schöller              | Stephan Grossmann         | 19     |
| Frau Schöller              | Astrid Posner             | 19     |
| Alfred Grindel             | Heinrich Giskes           | 19     |
| OB Schade                  | Veit Stübner              | 20     |
| Frau Schade                | Sabine Vitua              | 20     |
| Marie                      | Karoline Schuch           | 20     |
| Frau Aschenbrot            | Gudrun Gundelach          | 20     |
| Frau Vinz                  | Birge Schade              | 21     |
| Leni                       | Luna Jakob                | 21     |
| Jakob Mertenz              | Arne Stephan              | 21     |
| Gerd                       | Jürgen Tarrach            | 21     |
| Barbara Singer             | Heike Warmuth             | 21     |
| Heinz Moser                | Martin Feifel             | 22     |
| Harald ‚Toni‘ Schumacher   | Toni Schumacher           | 23     |
| Silvio Heimeroth           | Waldemar Kobus            | 23     |
| CEO einer Investmentbank   | Wilfried Hochholdinger    | 23     |
| Stefanie Kemper            | Emma Grimm                | 24     |
| Marion Gruber              | Isabell Brenner           | 24     |
| Mirco                      | Max von der Groeben       | 24     |
| Jugendamtsmitarbeiterin    | Sina-Maria Gerhardt       | 24     |
| Tom                        | Rainer Sellien            | 24     |
| Martin Berg                | Torben Liebrecht          | 25     |
| Kellner Thomas             | Roy Peter Link            | 25     |
| Eva Berg                   | Annika Blendl             | 25     |
| Feldwebel Hartmuth Wolff   | Philipp Baltus            | 26     |
| Anwalt des Versorgungsamts | Egon Hofmann              | 26     |
| Ermittler Mink             | Klaus Schindler           | 26     |
| Buchprüfer                 | Bastian Pastewka          | 27     |
| Jürgen Zimmermann          | Benjamin Morik            | 28     |
| Dustin                     | Matthias Koeberlin        | 31–33  |
| Jürgen Schildgen           | Armin Rohde               | 31     |
| Richterin                  | Despina Pajanou           | 34, 45 |
| Matthias Sirrka            | Jörg Schüttauf            | 34     |
| Ulrike Sirrka              | Lena Stolze               | 34     |
| Polizist Alex              | Tobias Licht              | 35     |
| Anne Herder                | Jasmin Schwiers           | 35     |
| Larissa Plate              | Isolda Dychauk            | 37     |
| Wurstbuden-Horst           | Stefan Lampadius          | 39, 64 |
| Obdachlose                 | Regine Hentschel          | 40     |
| Standesbeamtin             | Cordula Stratmann         | 40, 52 |
| Lutz Wilke                 | Roman Knižka              | 41     |
| Anja Wilke                 | Winnie Böwe               | 41     |
| Michelle Wilke             | Jasmin Tabatabai          | 41     |
| Günter Lobinger            | Peter Sattmann            | 42     |
| Laura Henning              | Beate Maes                | 42     |
| Orkans Schwiegermutter     | Adriana Altaras           | 42     |
| Heike                      | Rebecca Immanuel          | 43     |
| Richterin                  | Vera Teltz                | 43     |
| Model Lilli                | Larissa Marolt            | 44     |
| Pater Andreas              | Peter Kremer              | 45     |
| Teofanis                   | Aykut Kayacık             | 45     |
| Anka Röhrich               | Chiara Schoras            | 46     |
| Erich Gräter               | Michael Lott              | 46     |
| Hilde Menzel               | Maria Mägdefrau           | 47     |
| Marko Kraus                | Tobias Diakow             | 47     |
| Richterin                  | Sybille J. Schedwill      | 47     |
| Prinzessin Hermine         | Brigitte Grothum          | 48     |
| Prinz Rüdiger              | Eckhard Preuß             | 48     |
| Rechtsanwalt               | Jörg Vincent Malotki      | 48     |
| Manuela Homburg            | Susan Sideropoulos        | 48     |
| Julia Landau               | Rike Schmid               | 48     |
| Moritz Landau              | Oliver Boysen             | 48     |
| Maja Wolf                  | Brigitte Böttrich         | 48     |
| Dr. Robert Ackers          | Christian Maria Goebel    | 48     |
| Vera Glaser                | Marie Schneider           | 48     |
| Eva Stelling               | Johanna Gastdorf          | 49     |
| Jaqueline Stelling         | Lilli Fichtner            | 49     |
| Frau Hahn                  | Margarita Broich          | 49     |
| Regina Lindner             | Susann Uplegger           | 49     |
| Zippo                      | Fjodor Olev               | 49     |
| Gisela Richter             | Johanna von Koczian       | 50     |
| Fred Richter               | Gerd Baltus               | 50     |
| Judith Richter             | Ulrike Krumbiegel         | 50     |
| Dr. Regina Rode            | Charlotte Bohning         | 50     |
| Carolin Weidenbach         | Sonja Gerhardt            | 51     |
| Kadir                      | Tayfun Bademsoy           | 51     |
| Valentin Kreuz             | Oliver Wnuk               | 54     |
| Richter Wesendonck         | Helmut Zierl              | 54     |
| Bärbel Teubner             | Mariele Millowitsch       | 55     |
| Hackerin                   | Vita Tepel                | 56     |
| Sabine Gensterblum         | Milena Dreißig            | 56     |
| Staatsanwältin Brauner     | Henriette Richter-Röhl    | 56–57  |
| Dorothea Falkenmayer       | Julia Jäger               | 57     |
| Pater Gabriel              | Ludger Pistor             | 57     |
| Erik Danzer                | Udo Samel                 | 58     |
| Maren Kruse                | Sophie Rogall             | 58     |
| Lydia Tretschok            | Esther Schweins           | 59     |
| Wikinger                   | Bernhard Hoecker          | 60     |
| Helen Kaminski             | Bettina Lamprecht         | 60     |
| Jasmin Kerber              | Meike Droste              | 61     |
| Pfleger                    | Patrick Mölleken          | 61     |
| Stefan Sommer              | Jonas Müller-Liljeström   | 61     |
| Ruth, Dannis Mutter        | Judy Winter               | 61-62  |
| Generalstaatsanwalt        | Dietrich Hollinderbäumer  | 62     |
| Ines Winkler               | Claudia Eisinger          | 63     |
| Staatsanwalt Katzer        | Murali Perumal            | 63     |

## Hintergrund

### Entstehung
Die Serie beruht auf einer Idee des Berliner Autors Marc Terjung, der für Sat.1 gemeinsam mit Phoenix Film bereits die Anwaltsserie Edel & Starck mit Christoph M. Ohrt und Rebecca Immanuel in den Hauptrollen konzipiert hatte, welche zwischen 2002 und 2005 auf dem Sender ausgestrahlt worden war. Bereits im Jahr 2005 studierte Terjung eine Reihe von Beiträgen über „Discountanwälte“, die im selben Jahr in verschiedenen Zeitungen und Online-Medien publiziert worden waren und über den Wandel des Anwaltsberufes berichteten. Zu Wort meldeten sich darin unter anderem junge Jura-Absolventen, die sich auf der Suche nach neuen Geschäftsmodellen am Arbeitsmarkt mitunter Plätze in Einkaufszentren anmieteten, um vor Ort mit Kurzberatungen Geld zu verdienen.
2007 schlug Produzent Markus Brunnemann schließlich vor, von einer „Anwältin aus der Unterschicht zu erzählen, die bei einer gehobenen Kanzlei angenommen wird“. Terjung, der zu dieser Zeit an der zweiten Staffel seiner Serie Allein unter Bauern arbeitete, gefiel die Idee. Er variierte jedoch den Grundgedanken, da er es interessanter fand, „von einer Frau zu erzählen, die ob ihres Stallgeruchs den Job eben nicht bekommt“. Unabhängig davon kam ihm die Idee zu einer Supermarktanwältin, welche die Charakterbasis zu Danni Lowinski bilden sollte. Terjung verfasste zunächst eine Probefolge und konzipierte später die erste Serienstaffel in einer Autorengruppe. Dazu reiste er mit drei Kollegen nach Thessaloniki, wo sie ihre individuellen Bücher umfangreich überarbeiteten.
Terjung und sein Team hatten die Rahmenhandlung von Danni Lowinski ursprünglich in Berlin-Neukölln angesiedelt. Als Annette Frier kurz vor Setbaubeginn in Berlin erfuhr, dass sie ihr erstes Kind erwarten würde, hatte sie ihre Teilnahme an dem Projekt zunächst absagen wollen. Phoenix Film entschloss sich schließlich zugunsten seiner Hauptdarstellerin dazu, die Dreharbeiten um ein Jahr zu verschieben. Darüber hinaus wurde die Produktion in das nordrheinwestfälische Köln, Friers Wohn- und Heimatort, verlegt, um ihr fernab der Drehzeiten mehr Zeit in der Nähe ihrer Familie ermöglichen zu können. Die Änderung des Hauptspielortes nahm maßgeblich Einfluss auf die Inhalte und Sprache der Drehbücher, in deren Handlungen nicht nur das Familienkölsch und rheinischer Lokalkolorit, sondern auch lokale Galionsfiguren wie der 1. FC Köln, Fußballspieler Lukas Podolski oder auch der Kölner Karneval immer wieder Erwähnung fanden.

### Produktion
Gefilmt wurde Danni Lowinski nahezu ausnahmslos in der Region Köln/Bonn. Die ersten drei Staffeln entstanden im Studio 10/11 der Magic Media Company auf dem Filmcampus Cologne in Hürth-Kalscheuren, wo die Serie bis zur Schließung des Standortes die letzte verbliebene Produktion war. Spätere Folgen der Serie wurden im Studiogebäude des Coloneums in Köln-Ossendorf produziert. Als Außenkulisse der Einkaufspassage, in der Hauptfigur Danni arbeitet, dienten Aufnahmen der im Oktober 1998 eröffneten Neumarkt-Galerie am gleichnamigen Platz im Kölner Stadtteil Altstadt-Süd. Die Innenaufnahmen im Untergeschoss der Passage wurden im Studio inszeniert, das im Gegensatz zu dem Original-Untergeschoss im Aufbau leicht verändert wurde. So existieren zum Beispiel in der Neumarkt-Galerie keine Massagesessel mit Münzeinwurf, wie sie oft in der Serie zu sehen sind. Für die Gerichtsaußen- und Innenaufnahmen der ersten Staffeln wurde das Oberlandesgericht Köln ausgewählt; in der Serie ist dies jedoch ein Amtsgericht. Als Wohnort der Familie Lowinski fungierte eine Wohnung in den oberen Etagen des 1973 erbauten Hochhauskomplexes Auf dem Kölnberg im äußeren Stadtteil Meschenich.
Neben Annette Frier traten ihre Kollegen Nadja Becker, Oliver Fleischer und Axel Siefer in ihren Rollen als Bea Flohe, Nils Polgar und Kurt Lowinski in allen 65 Folgen der Serie in Erscheinung. Jan Sosniok gehörte während der ersten drei Staffeln zur Hauptbesetzung der Serie; nach einem Gastauftritt in der vierten Staffel stieß seine Figur des Dr. Oliver Schmidt für die letzten sechs Folgen von Danni Lowinski auf wiederkehrender Basis wieder hinzu. Elyas M’Barek stand aufgrund seiner zahlreichen Filmprojekte ab der zweiten Staffel nicht mehr zur Verfügung; seine Rolle des Rasoul Abbassi wurde aus der Serie herausgeschrieben und durch die von Tino Mewes gespielte Figur Hannes Stüsser ersetzt. Neben Mewes stieß auch Sebastian Bezzel als Sicherheitsmitarbeiter Sven Nowak zum Cast. Die Dreharbeiten zur dritten Staffel wurden am 15. September 2011 in Köln und Umgebung aufgenommen und dauerten bis Anfang März 2012 an. Die Dreharbeiten zur vierten Staffel erstreckten sich vom 21. August 2012 bis März 2013. René Steinke und Dirk Borchardt stießen zur Hauptbesetzung, während Orhan Müstak Tino Mewes ersetzte. In der fünften Staffel ergänzte Anjorka Strechel in der Rolle der „Hashtag“ die Hauptbesetzung.

## Ausstrahlung
Die 13 Folgen der ersten Staffel wurden bereits 2008 gedreht, doch der Start der Serie wurde mehrfach verschoben. Sat.1 zeigte die ersten acht Folgen schließlich vom 12. April bis zum 7. Juni 2010 montags um 21.15 Uhr nach seinem zweiten Serienneustart Der letzte Bulle. Die Ausstrahlung wurde wegen der Fußball-WM für vier Wochen unterbrochen. Die restlichen fünf Folgen wurden ab dem 5. Juli 2010 ausgestrahlt. Die Quoten lagen der ersten Staffel lagen im Durchschnitt bei 15,2 Prozent Marktanteil in der werberelevanten Zielgruppe der 14- bis 49-Jährigen und damit über dem damaligen Sat.1-Senderschnitt. Noch im Mai 2010 wurde eine zweite Staffel bestellt, die wieder 13 Episoden umfasst. Diese wurde ab 14. März 2011 wieder von Sat.1 auf dem bisherigen Sendeplatz am Montagabend ausgestrahlt. Der Auftakt der zweiten Staffel am 14. März 2011 erreichte mit 3,76 Millionen Zuschauern (Marktanteil: 11,4 Prozent) und 2,13 Millionen Zielgruppenzuschauern (MA: 15,5 Prozent) die bis dahin besten Werte der Serie. Mitte Januar 2011 wurde bekannt, dass Marc Terjung nicht mehr als Hauptautor für die Serie zur Verfügung stehe. Er schrieb nur zwei Folgen für die zweite Staffel. Die anderen Folgen übernahmen Benedikt Gollhardt als neuer Hauptautor sowie Michel Birbaek, Sarah Augstein und Adrienne Bortoli.
Aufgrund des Erfolges der zweiten Staffel wurde im Sommer 2011 eine dritte Staffel gedreht, deren Ausstrahlung ab dem 6. Februar 2012 auf Sat.1 zu sehen war. Die vierte Staffel, welche in der zweiten Jahreshälfte 2012 produziert wurde, wurde vom 21. Januar 2013 bis zum 22. April 2013 ausgestrahlt. Die durchschnittlichen Marktanteile der beiden Staffeln sanken auf 12,8 und 12,0 Prozent Marktanteil in der werberelevanten Zielgruppe. Am 9. April 2013 wurde bekanntgegeben, dass die Serie um eine fünfte und letzte Staffel verlängert werden würde. Die Staffel war noch vor der Fernsehübertragung ab Juli 2014 auf dem Videoportal Maxdome exklusiv zum Abruf bereitgestellt. Die Ausstrahlung im Fernsehen begann am 17. Juli 2014 bei Sat.1 emotions; die Erstausstrahlung im Free-TV erfolgte wiederum ab 21. Juli 2014 bei Sat.1, wo die letzten Episoden der Serie bereits ab 20.15 Uhr in Doppelfolgen versendet wurden und nur noch einstellige Marktanteile einfahren konnte.  Regelmäßige Wiederholungen und Streaming-Optionen zu Danni Lowinski folgten unter anderem auf dem Schwesternsender Sat1 Gold, ORF1 sowie den Streaming-Plattformen Joyn und Sky.

### Einschaltquoten
| Staffel | Staffelpremiere | Staffelfinale      | Marktanteil (in %) | Meistgesehene Episode | Meistgesehene Episode    |
| Staffel | Staffelpremiere | Staffelfinale      | Marktanteil (in %) | Titel                 | Zuschauer (in Millionen) |
| ------- | --------------- | ------------------ | ------------------ | --------------------- | ------------------------ |
| 1       | 12. April 2010  | 2. August 2010     | 15,2               | „Klassenkampf“        | 3,38                     |
| 2       | 14. März 2011   | 20. Juni 2011      | 15,1               | „Um die Wurst“        | 3,76                     |
| 3       | 6. Februar 2012 | 7. Mai 2012        | 12,8               | „Babystorno“          | 3,07                     |
| 4       | 21. Januar 2013 | 22. April 2013     | 12,0               | „Neue Männer“         | 3,23                     |
| 5       | 17. Juli 2014   | 15. September 2014 | 9,2                | „Wünsche werden wahr“ | 2,27                     |

## Rezeption

### Kritik
Die erste Staffel von Danni Lowinski stieß bei Kritikern zunächst auf gemischtes Echo. Der Stern befand in seiner TV-Kritik im Vorfeld der Erstausstrahlung, dass die Serie Potenzial habe, am Ende jedoch nicht „unterhaltsamer als die Gerichtsshows von Barbara Salesch und Alexander Hold“ sei. Jens Schröder von Meedia.de verglich die Produktion mit der ARD-Serie Liebling Kreuzberg und bezeichnete die Serie als „ordentliches Fernsehen“. Die Serie reiche jedoch „nur für eine halbwegs kurzweilige Stunde Fernsehen, die es gegen die Konkurrenz schwer haben wird“. Kino.de hob die Leistung des Ensembles hervor und schrieb: „Rund um die Titelheldin hat Terjung im Souterrain einige sehr nett gestaltete und ansprechend verkörperte Charaktere versammelt […] Für nötiges Tempo und richtiges Timing sorgen namhafte Regisseure wie Peter Gersina, Jorgo Papavassiliou und Richard Huber“. Quotenmeter-Redakteur Jan Schlüter befand, dass die Serie „witzigen Dialoge“ und kurzweilige Unterhaltung biete. Lob fand er insbesondere für das Ensemble, allen voran, Nadja Becker, Axel Siefer und Annette Frier, die hier ihre Qualitäten als hervorragende Charakterdarstellerin unter Beweis stelle. Janina Guthke vom Tagesspiegel bezeichnete Danni Lowinski als „prolligere Version einer Ally McBeal aus der Arbeiterklasse“, die „dem zuletzt eingestaubten Markt für deutsche Serien wieder neues Leben einhauchen“ könnte. Die Serie erreiche zwar nicht auf Anhieb das Level von Edel & Starck, Autor Marc Terjung präsentierte jedoch „eine neue, frische Perspektive auf die Anwaltsserie“.
Spätere Staffeln der TV-Serie wurden vornehmlich positiv bewertet. Jakob Bokelmann von Quotenmeter empfand die zweite Staffel als qualitative Steigerung, die den hohen Erwartungen gerecht werde und auf unkonventionelle Art und Weise weiterhin Spaß biete. Journalist Hans Hoff ließ sich in seiner Kritik zur zweiten Staffel für die Hannoversche Allgemeine Zeitung gar zu einer Entschuldigung hinreißen, nachdem er in der Süddeutschen Zeitung zuvor harsche Kritik an den ersten dreizehn Folgen der Serie geübt hatte. Harald Keller bezeichnete in der Frankfurter Rundschau die Sendung im Vorfeld der dritten Staffel als „Unterhaltungsserie mit gehobenem Anspruch“, deren Reize sowohl in „sorgfältig recherchierten Geschichten und frechem Mutterwitz als auch Diskussionsgrundlagen und Denkanstößen“ lägen, die die Serie „im Gewand heiterer Unterhaltung“ und unter Bezug auf das „aktuelle gesellschaftliche Geschehen“ präsentiere. Carin Pawlak von Focus.de befand wiederum, dass die Serie auch in späteren Folgen viel Verve und Sprachwitz biete. Der Zuschauer bestaune Lowinskis „naive Klugheit, ihren gerissenen Witz und ihre überwältigende Furchtlosigkeit. Diese Danni Lowinski funktioniert deswegen so gut, weil wir alle gerne ein bisschen mehr wären wie sie.“
Hauptdarstellerin Annette Frier, die bis dahin vor allem als Comedian in Produktionen wie Switch, Die Wochenshow und der Schillerstraße in Erscheinung getreten war, gelang es mit Danni Lowinski, in der breiteren Öffentlichkeit zunehmend als seriöse Schauspielerin wahrgenommen zu werden. Für ihr Spiel gewann sie den Bayerischen Fernsehpreis, den Jupiter sowie die Goldene Nymphe des Festival de Télévision de Monte-Carlo. Darüber hinaus war Frier für den Bambi, die Romy sowie fünffach für den Deutschen Comedypreis in der Kategorie „Beste Schauspielerin“ nominiert, den sie 2010 und 2014 gewann.

### Auszeichnungen
| Jahr | Auszeichnung                        | Kategorie                                                     | Preisträger und Nominierte                       | Ergebnis  |
| ---- | ----------------------------------- | ------------------------------------------------------------- | ------------------------------------------------ | --------- |
| 2010 | Bambi                               | Beliebteste Fernsehserie                                      | Danni Lowinski                                   | Nominiert |
| 2010 | Bayerischer Fernsehpreis            | Beste Schauspielerin in der Kategorie „Serien und Reihen“     | Annette Frier                                    | Gewonnen  |
| 2010 | Deutscher Comedypreis               | Beste Comedyserie                                             | Danni Lowinski                                   | Gewonnen  |
| 2010 | Deutscher Comedypreis               | Beste Schauspielerin                                          | Annette Frier                                    | Gewonnen  |
| 2010 | Deutscher Fernsehpreis              | Beste Serie                                                   | Danni Lowinski                                   | Gewonnen  |
| 2010 | Quotenmeter.de – Fernsehpreis       | Beste Schauspielerin (Haupt- und Nebendarsteller) einer Serie | Annette Frier                                    | Gewonnen  |
| 2010 | Quotenmeter.de – Fernsehpreis       | Beste Sitcom / Comedyserie                                    | Danni Lowinski                                   | Nominiert |
| 2010 | Quotenmeter.de – Fernsehpreis       | Beste Titelmusik                                              | Marco Meister, Hans Hafner, Kian Djalili         | Nominiert |
| 2011 | Deutscher Comedypreis               | Beste Comedyserie                                             | Danni Lowinski                                   | Gewonnen  |
| 2011 | Deutscher Comedypreis               | Beste Schauspielerin                                          | Annette Frier                                    | Nominiert |
| 2011 | Grimme-Preis                        | Unterhaltung – Serien & Mehrteiler                            | Danni Lowinski                                   | Nominiert |
| 2011 | Nymphe d’Or                         | Beste Schauspielerin in einer Comedyserie                     | Annette Frier                                    | Gewonnen  |
| 2011 | Quotenmeter.de – Fernsehpreis       | Bester Nebendarsteller einer Serie                            | Axel Siefer                                      | Nominiert |
| 2011 | Quotenmeter.de – Fernsehpreis       | Beste Nebendarstellerin einer Serie                           | Nadja Becker                                     | Nominiert |
| 2011 | Quotenmeter.de – Fernsehpreis       | Beste Schauspielerin (Haupt- und Nebendarsteller) einer Serie | Annette Frier                                    | Nominiert |
| 2011 | Quotenmeter.de – Fernsehpreis       | Beste Sitcom / Comedyserie                                    | Danni Lowinski                                   | Nominiert |
| 2011 | Quotenmeter.de – Fernsehpreis       | Beste Titelmusik                                              | Marco Meister, Hans Hafner, Kian Djalili         | Nominiert |
| 2012 | Grimme-Preis                        | Unterhaltung – Serien & Mehrteiler                            | Danni Lowinski                                   | Nominiert |
| 2012 | Jupiter                             | Beste deutsche TV-Darstellerin                                | Annette Frier                                    | Nominiert |
| 2012 | Jupiter                             | Beste deutsche TV-Serie                                       | Danni Lowinski                                   | Gewonnen  |
| 2012 | Quotenmeter.de – Fernsehpreis       | Bester Nebendarsteller einer Serie                            | Axel Siefer                                      | Nominiert |
| 2012 | Quotenmeter.de – Fernsehpreis       | Beste Nebendarstellerin einer Serie                           | Nadja Becker                                     | Nominiert |
| 2012 | Quotenmeter.de – Fernsehpreis       | Beste Schauspielerin (Haupt- und Nebendarsteller) einer Serie | Annette Frier                                    | Gewonnen  |
| 2012 | Quotenmeter.de – Fernsehpreis       | Beste Sitcom / Comedyserie                                    | Danni Lowinski                                   | Nominiert |
| 2012 | Quotenmeter.de – Fernsehpreis       | Beste Titelmusik                                              | Marco Meister, Hans Hafner, Kian Djalili         | Nominiert |
| 2013 | Auszeichnung der DafF               | Redaktion/Producing                                           | Thomas Biehl                                     | Nominiert |
| 2013 | Civis – Medienpreis für Integration | Unterhaltung (fiktionale Programme)                           | Episode „Zigeunerjunge“                          | Nominiert |
| 2013 | Quotenmeter.de – Fernsehpreis       | Bester Nebendarsteller einer Serie                            | Axel Siefer                                      | Nominiert |
| 2013 | Quotenmeter.de – Fernsehpreis       | Beste Nebendarstellerin einer Serie                           | Nadja Becker                                     | Nominiert |
| 2013 | Quotenmeter.de – Fernsehpreis       | Beste Schauspielerin (Haupt- und Nebendarsteller) einer Serie | Annette Frier                                    | Gewonnen  |
| 2013 | Romy                                | Beliebteste Seriendarstellerin                                | Annette Frier                                    | Nominiert |
| 2014 | Auszeichnung der DafF               | Redaktion/Producing                                           | Thomas Biehl, Solveig Willkommen, Birgit Brandes | Gewonnen  |
| 2014 | Bambi                               | Populärste TV-Serie des Jahres                                | Danni Lowinski                                   | Nominiert |
| 2014 | Deutscher Fernsehpreis              | Beste Serie                                                   | Danni Lowinski                                   | Gewonnen  |
| 2014 | Grimme-Preis                        | Unterhaltung – Serien & Mehrteiler                            | Danni Lowinski                                   | Nominiert |
| 2014 | Jupiter                             | Beste deutsche TV-Darstellerin                                | Annette Frier                                    | Nominiert |
| 2015 | Jupiter                             | Beste deutsche TV-Darstellerin                                | Annette Frier                                    | Gewonnen  |
| 2015 | Quotenmeter.de – Fernsehpreis       | Beste Schauspielerin (Haupt- und Nebendarsteller) einer Serie | Annette Frier                                    | Nominiert |

## Trivia
In einer Folge der Comedy-Sendung Pastewka wird der Erfolg von Danni Lowinski thematisiert. Bastian Pastewka, der sich in der Serie selbst spielt, ist neidisch auf den Erfolg von Annette Frier und versucht zu verhindern, dass Danni Lowinski den Deutschen Comedypreis gewinnt. Im Gegenzug ist Pastewka in der Folge Zigeunerjunge (Staffel 3, Episode 1) als Steuerprüfer zu sehen.
Einen besonderen Bezug zur Stadt Köln, in der Danni Lowinski spielt, gibt es unter anderem in der Folge Colonia (Staffel 2, Episode 7): Danni vertritt in der Folge eine Verwaltungsfachangestellte und klagt somit gegen den Oberbürgermeister von Köln, der von einem Schauspieler und mit fiktivem Namen dargestellt wird. In der Folge wird auch mehrmals das geflügelte Wort „Kölscher Klüngel“ verwendet. In Episode 13, Staffel 4 spielt der Kölner Rocksänger Jürgen Zeltinger den Mafioso „de Pläät“.
Die Serie Der letzte Bulle wurde während der ersten vier Staffeln stets vor Danni Lowinski, also um 20:15 Uhr, auf Sat.1 ausgestrahlt. In der dortigen Episode 12 mit dem Titel Romeo und Julia der vierten Staffel kommt es zu einem Crossover der beiden Serien. Danni fährt auf dem Fahrrad am Abend durch ein Essener Wohngebiet und trifft auf Mick Brisgau und Andreas Kringge, die beiden Hauptfiguren der Serie. Mick Brisgau stellt seinem Kollegen Danni Lowinski als seine Anwältin vor.

## Merchandising
Alle Staffeln der Serie wurden im Vertrieb von Universal Pictures Germany auf DVD veröffentlicht. Die erste Staffel von Danni Lowinski erschien am 11. November 2010. Die zweite Staffel wurde auf zwei DVD-Boxen verteilt, die erste erschien am 14. Juli, die zweite am 8. September 2011. Neben den einzelnen Folgen beinhalteten die Boxen jeweils 20 Minuten Bonusmaterial wie verpatzte Szenen und kurze Einblicke in die Dreharbeiten am Set. Die dritte Staffel erschien am 24. Mai 2012, während die vierte Staffel, deren Episoden erneut auf zwei DVD-Boxen verteilt wurde, am 18. April sowie 23. Mai 2013 veröffentlicht wurde. Die fünfte und letzte Staffel von Danni Lowinski erschien noch vor Ausstrahlung der beiden letzten Folgen, „Am Arsch“ und „Wünsche werden wahr“, am 12. September 2014.
Ein Compilation-Soundtrack zur Produktion, Danni Lowinski – Die Hits zur Serie, erschien parallel zur Ausstrahlung der zweiten Staffel am 25. März 2011 bei Polystar. Das Doppel-Album beinhaltet neben Kate Nashs „Mouthwash“, dem Titelsong zur Serie, vornehmlich Musik aus den Episoden der ersten beiden Staffeln, darunter Songs von Feist, Yael Naim, Caro Emerald, Gary Go und Ingrid Michaelson. Darüber hinaus erschienen auf der Compilation sechs unveröffentlichte Songs aus Danni Lowinski, die eigens für die Veröffentlichung erneut von Erik Penny und weiteren Künstlern im Studio vertont wurden.

## Adaptionen

### Belgien
Am 1. März 2012 startete auf dem flämischen Privatsender VTM eine Adaption der Serie in niederländischer Sprache mit Nathalie Meskens in der Hauptrolle. Die flämische Version mit dem vom Original übernommenen Titel spielt in Genk. Handlungsablauf und Figuren in den einzelnen Episoden stimmen weitestgehend mit dem Original überein.

### Ukraine
Im April 2012 erwarb die ukrainische Produktionsfirma Star Media Film die Adaptionsrechte der Serie. Unter dem Titel Mascha w zakone („Maschas Gesetz“) wurden 16 Episoden in russischer Sprache mit Irina Pegova in der Hauptrolle für einen ukrainischen und einen russischen Sender gedreht.

### Niederlande
Am 20. März 2013 begann auf dem Privatsender SBS 6 eine niederländische Neuverfilmung der Serie, in der Marlijn Weerdenburg die Hauptrolle spielte. Produziert wurde die Serie von Talpa Fictie.

### Vereinigte Staaten
Noch während der Erstausstrahlung der ersten Staffel auf Sat. 1 präsentierte SevenOne International, der weltweite Programmvertrieb der ProSiebenSat.1-Tochter Red Arrow Entertainment Group, Danni Lowinski auf der internationalen Programm-Messe Mip TV und verkaufte die internationalen Produktionsrechte der Serie an die US-amerikanischen CBS Television Studios. Der Verkauf markierte die erste Adaption einer deutschen Fernsehserie für den amerikanischen Fernsehmarkt. Noch im selben Jahr bestellte der CBS-Tochtersender The CW Television Network eine amerikanische Adaption. Im Januar 2011 wurde schließlich ein einstündiger Pilotfilm produziert, in dem Amanda Walsh die Titelrolle übernahm. Die Regie führte Richard Shepard. Neben Walsh waren unter anderem Carla Gallo als Dannis Freundin und Neal Bledsoe als junger Anwalt zu sehen, George Dzundza trat als Dannis Vater auf. Am 19. Mai 2011 gab The CW bekannt, dass die Adaption von Danni Lowinski es nicht ins Herbstprogramm 2011 des US-Senders geschafft habe. CBS ließ daraufhin verkünden, die Adaption einer neuen Pilotfolge in Auftrag gegeben zu haben. Auch diesmal schaffte es die Serie nicht ins Programm.
Fast sechs Jahre später im November 2017 wurde verkündet, dass die Rechte für eine US-Version an 20th Century Fox Television und Intrigue Entertainment verkauft wurde. Das Drehbuch wird von NBC entwickelt und als Autor und Executive Producer agieren soll Ian Brennan.

## Fortsetzung
Im Juli 2017 bestätigte Frier auf Anfrage des Kölner Express, dass die Serie mit einem Spielfilm auf Sat.1 fortgesetzt werden würde. Laut der Boulevardzeitung sollten die Dreharbeiten zur TV-Produktion ursprünglich noch im Herbst 2017 beginnen, ehe sie aus logistischen Gründen auf Februar 2018 verschoben wurden. Auch Caroline Frier und Dirk Borchardt bestätigten ihre Rückkehr an das Set von Danni Lowinski. Sat.1 erklärte gegenüber der dpa hingegen wenig später, dass man sich zwar in Verhandlungen befinde, aber die Realisierung einer Fortsetzung noch nicht bestätigen könne. Im März 2019 äußerte Frier in einem Interview mit den Stuttgarter Nachrichten, dass eine Fortsetzung vorerst nicht in Planung sei. Im April 2020 ergänzte sie in einem Interview mit DWDL.de: „Da warten wir besser noch zehn Jahre. Marc Terjung [...] hat schon mal herumgesponnen, ob sich die Geschichte fortsetzen ließe. Aber das fühlte sich noch nicht richtig an. Vielleicht auch, weil sich die Gesellschaft so sehr verändert hat“.